# Felice (album Cristina Scuccia)
Felice è il secondo album in studio della cantante italiana Cristina Scuccia, pubblicato il 23 marzo 2018. Il primo singolo estratto dall'album è stato Felice, messo in commercio il 9 marzo precedente.

## Tracce
1. L'ombra che non ho più – 3:50
2. Tienimi le mani – 3:26
3. Felice – 3:19
4. A love to hold me – 3:31
5. La bellezza – 3:41
6. Come gli angeli – 3:23
7. Shine – 3:58
8. Grandi insieme – 3:39
9. Ora è qui – 3:11
10. Oltre – 4:13
11. Piccole cose – 3:34
12. Sempre estarei aqui – 3:51